# Suore domenicane dell'Immacolata Concezione
Le Suore Domenicane dell'Immacolata Concezione (in francese Sœurs Dominicaines de l'Immaculée Conception) sono un istituto religioso femminile di diritto pontificio: le suore di questa congregazione pospongono al loro nome la sigla D.I.C.

## Storia
Le origini della congregazione risalgono alla comunità fondata nel 1866 a Tolosa da Françoise-Geneviève Portalet (1826-1894), proveniente da Marsiglia: sotto la guida del suo confessore, il frate predicatore Hyacinthe-Marie Cormier (1832-1916), la Portalet separò la comunità di Tolosa dalla casa-madre di Marsiglia dando inizio a un istituto autonomo, aggregato all'ordine domenicano.
La congregazione ebbe rapida diffusione in patria e a partire dal 1889 furono aperte missioni in Ecuador e in Perù.
L'istituto ricevette il pontificio decreto di lode il 7 marzo 1899 e le sue costituzioni furono approvate definitivamente dalla Santa Sede il 15 settembre 1910.

## Attività e diffusione
Le religiose si dedicano all'istruzione e all'educazione cristiana della gioventù, alla cura di anziani e ammalati e alle opere parrocchiali.
Sono presenti in Europa (Francia, Italia, Spagna) e nelle Americhe (Argentina, Colombia, Ecuador, Messico); la sede generalizia è a Roma.
Alla fine del 2008 la congregazione contava 375 religiose in 67 case.